# Измерение уровня демократии

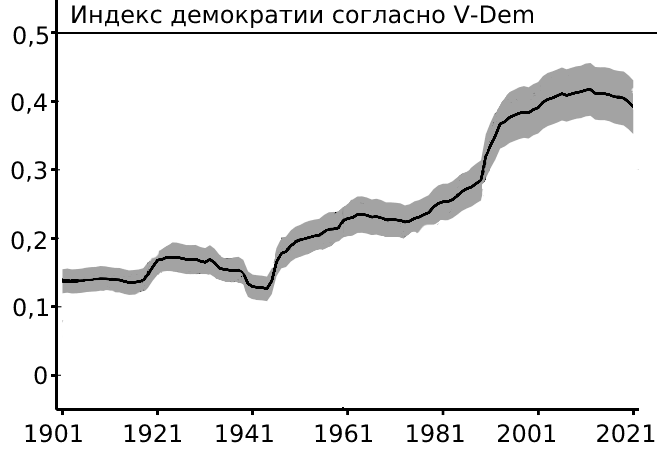
Среднемировой индекс демократии согласно V-DEM с 1901 по 2021год).

Измере́ние у́ровня демокра́тии, или, говоря шире, операционализация понятия политический режим, является одной из важных проблем, рассматривающихся в рамках сравнительной политологии, и заключается в создании и обосновании количественного индикатора (квантификации), характеризующего наличие и состояние демократии в том или ином государстве в определенный период времени.
Измерение демократии зависит от того, какое определение предлагается, какие признаки и критерии предъявляются к демократическому правлению. 
При этом демократия признаётся сущностно оспариваемым понятием, что и приводит к серьезным различиям в структуре индексов.

## Дихотомическая или непрерывная шкала
Базовое различие, существующее в литературе по измерению уровня демократии, — между представлением о демократии как о присутствующем или отсутствующем явлении (бинарная, номинальная или дихотомическая шкала) и демократией как явлении, присутствие которого может принимать различные степени (непрерывная шкала). Эти подходы восходят к спорам о самой природе демократического режима, хотя существует и более прагматичный взгляд, утверждающий, что выбор того или иного варианта измерения зависит от исследовательского дизайна, применяемого в той или иной научной работе.
Дихотомический взгляд на демократию основан на представлении о политических режимах или системах как о цельных понятиях, которым присущ конечный набор характеристик. Джованни Сартори утверждал, что политические системы — так или иначе «системы, то есть ограниченные целые, обладающие характерными конституирующими механизмами и принципами, которые либо присутствуют (хотя и не в полной мере) или отсутствуют (хотя и не в полной мере)». Сартори разделяет проблему классификации политических систем и установления уровня демократии. Таким образом, вопрос о том, насколько демократичной является та или иная полития, признаётся некорректным, в отличие от вопроса, насколько демократичной является та или иная демократия (или наоборот, недемократическое государство). «В рамках демократии как класса (типа), можно выделить столько градаций степени (большей или меньшей демократии), сколько исследователь посчитает нужным». Широко известна аналогия между демократией и беременностью: «хотя демократия может быть более или менее состоявшейся, нельзя быть демократической страной наполовину: здесь есть естественная нулевая точка».
Интервальный подход к демократии подразумевает наличие некоторой градации политических режимов, упорядоченных от менее демократичных к более демократичным. Именно такой взгляд разделялся Робертом Далем в его исследованиях демократических систем и заключался в соотнесении с идеально-типическим концептом демократии наблюдаемых эмпирически политических систем, в наибольшем приближении к демократическому идеалу называемых полиархиями.

## Основные современные индикаторы
- ACLP (Альварез—Чибуб—Лимноджи—Пшеворский)
- Индекс Тату Ванханена
- Polity IV
- Freedom House
- Economist Intelligence Unit
- VDem
- Трансформационный индекс Бертельсмана (BTI)